# Eriopyga monochroa
Eriopyga monochroa là một loài bướm đêm trong họ Noctuidae.